# Gertrud Debrunner
Gertrud Debrunner-Treichler (* 29. Januar 1902 in Wädenswil; † 24. Februar 2000 in Rupperswil) war eine Schweizer Künstlerin.

## Leben
Debrunner(-Treichler) war die Tochter des Wädenswiler Tuchfabrikanten Jakob Treichler und der Nina Gredig die aus einer Hotelier-Familie aus Davos stammte.
Sie wuchs in einem musischen Elternhaus auf. Sie spielte Klavier und erarbeitete mit Vorliebe Klavierwerke von Debussy, Ravel und Schubert. Mit sechzehn Jahren besuchte Debrunner die Töchterschule in Zürich. Es folgte eine Ausbildung in der Gewerblichen Berufsschule Bern bei Berta Tappolet und Ernst Wehrli. Auf Anraten von Wehrli und ihres Klavierlehrers Ceslax Marek, besuchte Debrunner in Zürich die Studienabende Rudolf Maria Holzapfel. Dort lernte sie auch ihren Mann den Kunstpsychologen Hugo Debrunner kennen den sie 1930 heiratete. 1931 kam ihr Sohn Ingo und 1939 ihre Tochter Birgit zur Welt. Ab 1937 begann Debrunner erneut zu malen und schuf in den folgenden Jahren naturalistische Landschaftsbilder. Von Holzapfels Theorien wandte sie Debrunner bald ab und setzte sich mit Carl Gustav Jungs Psychologie auseinander. Debrunner begann dadurch sich mit ihren Fantasie und Traummotiven zu befassen.
1940 zog sie mit ihrer Familie von Zürich nach Stäfa. Dort richtete sie ein Atelier ein und begann erste informelle Bilder zu malen. Der verwitwete Jean Arp und Leo Leuppi besuchten Debrunner in ihrem Atelier. Ab 1947 war Debrunner Mitglied der Künstlergruppe Allianz, innerhalb welcher sie jedoch zwischen die Fronten geriet, da ihre «Malerei weder den Surrealisten noch den Konkreten zuzuordnen» war. Debrunners Ausstellungs-Phase dauerte bis etwa 1960, als sie erkannte, dass dieses Sich- " Ausstellen" ihr nicht mehr zusagte und sie sich aus dem Kunstbetrieb zurückzog. 1960 war auch das Jahr, als sie nach Uetikon zog und mit Collage Arbeiten anfing. Da sie mit ihrer Familie keine Wohnung in Zürich fanden, entschlossen sie sich 1967 mit ihrem Sohn Ingo ein Haus in Biberstein zu bauen.
Wie Meret Oppenheim setzte sie sich als Künstlerin zudem für «eine bessere Stellung der Frau in der Gesellschaft und die Anerkennung ihrer geistig-schöpferischen Fähigkeiten» ein. Gemäss der Schweizer Kunsthistorikerin Susanna Lerch, die 2014 eine Biographie Debrunners im Verlag Scheidegger und Spiess veröffentlichte, erwachte seit Anfang der 2010er-Jahre ein neues Interesse an Debrunners Werk, «das auch durch umfangreiches Quellenmaterial ein spannendes Zeitdokument bleibt».